# RS-862
Pour les articles homonymes, voir Route 862.
La RS-862 est une route locale du Nord-Ouest de l'État du Rio Grande do Sul qui relie la RS-573 au district de Vila Colorados de la municipalité de Santo Augusto. Elle est longue de 3,2 km.